# VVK Magla 1975 Split
Veteranski vaterpolo klub "Magla 1975" (VVK Magla 1975; Magla 1975; Magla; Magla 1975 Split) je je muški vaterpolski klub iz Splita, Splitsko-dalmatinska županija. 

## O klubu
Klub je osnovan 2009. godine, a članovi su pretežno bivši igrači "POŠK-a". Klub s dosta uspjeha sudjeluje na različitim turnirima i natjecanjima za amatere i veterane.

 
Od 2016. je član VAL lige koju osvaja u sezoni 2016./17. 
Krajem kolovoza 2018. godine su sudjelovali na Europskom klupskom prvenstvu za veterane u Kranju u Sloveniji te osvojili 2. mjesto u konkurenciji momčadi starijih od 40".

## Uspjesi
VAL liga
- prvak: 2016./17.

Europsko klupsko prventvo za veterane ("Veterans of Water Polo - European Masters Championships") - "preko 40 godina" 
- doprvaci: 2018.

## Unutrašnje poveznice
- Vaterpolski klub POŠK Split
- OVK POŠK Split

## Vanjske poveznice
- VVK MAGLA, facebook stranica
- VAL liga - ekipe